# 雁爪
雁爪（がんづめ）とは、除草用の手農具である。
宝永4年（1707年）久留米藩の篤農家笠九郎兵衛が雁の爪に着想を得て考案したとされる。文政年間には近畿地方や中国地方、四国地方に広がり、明治時代には一般的に普及した。
爪は4本前後で、柄の長さは15cmほど。しゃがんだ姿勢で株間の土を打って除草する。土が攪拌されることによって、土の中に空気を入れたり、植物の根を切って生育を抑制したり、新しい根が生えるようにしたりする働きもある。